# 集寧戰鬥
集寧戰鬥發生於1937年9月9日－24日，地點是在中國綏東集宁一帶。是抗日戰爭的平綏鐵路沿線作戰之一，交戰一方為守軍之中國國民革命軍，另一方則為日軍察哈爾派遣兵團。中國軍隊領導者為騎一師彭毓斌、新騎二旅石玉山。戰後，日軍攻佔集寧，國民革命軍向陶林，歸綏兩地撤退。